# 异芬太尼
异芬太尼（也称为3-甲基-苯基芬太尼）是一种含氮有机化合物，化学式C22H28N2O，是芬太尼的同分异构体，能作为類阿片镇痛药，1973年首次研发。